# Zabuza Momochi
 (mai 2024).
Zabuza Momochi (桃地再不斬, Momochi Zabuza) est un personnage de fiction du manga Naruto. Ancien anbu du village de Kiri, et un de la dernière génération des épéistes légendaires de Kiri. Déserteur à la suite d'un coup d’État manqué contre le Mizukage, il officie en tant que mercenaire et tueur à gages pour le plus offrant.
Lorsque l’équipe de Naruto le rencontre, il travaille pour Gatô, un industriel véreux, qui l’a engagé pour tuer Tazuna, un constructeur de pont, que Kakashi et ses élèves doivent protéger. On peut considérer Zabuza comme le premier grand adversaire de Naruto. Zabuza travaille en duo avec un jeune orphelin doté de capacités héréditaires spéciales, qu’il a recueilli, Haku.
Zabuza (再不斬) signifie en japonais : « Celui qui ne tranche qu’une fois ». Son nom, comme ceux des autres épéistes, comporte le kanji référant à un fruit, ici la « pêche » (桃, tô).

## Profil

### Histoire

#### Origine
Zabuza Momochi est originaire du village caché de Kiri, dans le Pays de l’Eau. Ce village pratiquait une méthode particulière pour sélectionner ses genin (aspirants) : chaque nouveau diplômé de l'académie ninja devait affronter un autre nouveau diplômé, jusqu’à ce que l’un des deux périsse. Cette méthode a dû être sérieusement revue après que Zabuza, pas encore diplômé de l'académie, a massacré la centaine de genin qui passaient l’examen cette année-là (au souvenir de ce massacre, Zabuza prétend que « c’était amusant »).
Après être devenu jônin, il intègre l’ANBU du village de Kiri où il se distingue, selon Kakashi, par la discrétion de ses techniques d’assassinat. Il rejoint alors les sept épéistes légendaires de Kiri. Avec ses comparses (dont notamment Kisame Hoshigaki, qui le surnomme le gamin), ils tentent de prendre le contrôle de Kiri en tuant le Mizukage, mais échouent dans leur entreprise. Décrété traître au village, Zabuza s'enfuit, poursuivi par les Oi-nin (chasseurs de déserteurs).

#### Rencontre avec Haku
En attendant de prendre sa revanche sur Kiri, Zabuza devient un mercenaire, au service du plus offrant. Un jour, Il rencontre Haku, un jeune orphelin, sur un pont enneigé. Zabuza se rend vite compte de l’énorme potentiel du jeune garçon, possédant un pouvoir héréditaire, le Hyôton, raison pour laquelle il était rejeté, et envisage d’en faire son « arme ». Il le prend alors sous son aile et lui enseigne le ninjutsu. Haku devient un excellent ninja, totalement dévoué et prêt à sacrifier sa vie pour Zabuza.

#### Au Pays des Vagues
Lors de la première apparition de Zabuza, il est engagé par Gatô, un industriel véreux qui l'emploie pour tuer Tazuna, un constructeur de pont protégé par l'équipe 7. Zabuza combat les quatre ninjas et, après avoir eu le dessus sur Kakashi Hatake, subit finalement un retour de flamme de la part de ce dernier qui parvient, non sans mal, à reprendre la situation en main grâce à l’aide de Naruto et Sasuke. Zabuza est sauvé in extremis par Haku, déguisé en oinin de Kiri, le jeune garçon plaçant Zabuza dans un état de mort temporaire. Cette défaite a permis à Haku d'observer les faiblesses du Sharingan de Kakashi, permettant de s'en prémunir plus tard. 
Lors de leur deuxième affrontement, Zabuza décide de contrer le Sharingan en diffusant une brume suffisamment épaisse pour qu’il ne soit pas possible d’y voir à plus de quelques dizaines de centimètres, et combat à l’ouïe en fermant les yeux. Cependant, Kakashi a une seconde fois le dessus, se laissant blesser à dessein pour laisser son odeur sur les armes de Zabuza, et le coinçant grâce au flair de ses invocations, l’escouade des « crocs traqueurs ». Il décide alors de le supprimer une bonne fois pour toutes à l’aide d’un « Éclair pourfendeur », mais Haku s'interpose et est tué à la place de Zabuza. C'est alors que l'employeur de Zabuza, Gatô, entre en scène avec plusieurs dizaines de mercenaires ; ce dernier comptait bien faire tuer Zabuza afin d'éviter de le payer. Trahi, Zabuza décide d'arrêter son combat contre les ninjas de Konoha et de se retourner contre son ex-employeur : il se précipite vers lui tenant un kunaï de Naruto entre les dents et se fraie un passage vers Gatô qui s’est réfugié derrière ses mercenaires, tuant au passage bon nombre de ceux-ci. Dans le manga, Zabuza décapite Gatô, alors que dans la version de l’anime il le poignarde plusieurs fois puis le jette dans le vide. Blessé mortellement, Zabuza rend l'âme auprès de son disciple, envers qui il montre une réelle affection qui a ressurgi grâce aux paroles de Naruto ayant réussi à attendrir Zabuza jusqu’aux larmes. L’équipe 7 les enterre l’un à côté de l’autre, laissant la grande épée de Zabuza plantée dans le sol. Après la mort d'Orochimaru, Suigetsu, ancien élève de Zabuza, se fait conduire par Sasuke sur les lieux et récupère le Hachoir de Kiri, s’en servant comme arme principale jusqu'à ce quelle soit brisée lors du combat contre Killer Bee.

#### 4egrande guerre ninja
Invoqué par la technique de réincarnation des âmes de Kabuto, il participe à la 4e grande guerre ninja et se retrouve face à Kakashi, Gaï, Rock Lee et Sakura. Il demande alors à Kakashi de l’arrêter une seconde fois car « il est déjà mort ». Les six autres épéistes de Kiri seront eux aussi invoqués, ainsi que Haku. Mettant en place une stratégie avec des membres des clans Nara et Yamanaka, Kakashi retrouve Zabuza dans la brume, et tente de le percer d’un « Éclair pourfendeur » pour l’immobiliser et croiser son ombre avec lui, mais Kabuto fait surgir Haku pour rejouer la scène de la mort de ce dernier. Cependant, Kabuto n’a pas pu effacer complètement les sentiments de Zabuza, et l’hésitation de ce dernier à trancher à la fois Haku et Kakashi permet à ce dernier de s’échapper, avant d’attaquer à nouveau et de transpercer Zabuza qui est alors immobilisé et scellé. Kakashi récupère alors le Hachoir de Kiri qui s’est entièrement régénéré par le sang des ninjas de l’Alliance tués ou blessés par Zabuza.

### Personnalité
Zabuza est réputé pour être particulièrement cruel avec ses ennemis et pour avoir massacré tous les genin de sa promotion ce qui lui valut le surnom de « Zabuza le démon ». Ce surnom peut être une référence à Hanzō Hattori, « le démon », qui combattait avec une férocité inouïe et n'abandonnait jamais (c'est d'ailleurs la description que fait Kakashi des ninjas de Kiri dans le deuxième tome).
Lorsqu'il fait la connaissance de Haku, intéressé par les pouvoirs héréditaires et voyant le potentiel du jeune garçon, il décide de l'emmener avec lui et de le former à l'art ninja en lui transmettant son enseignement, souhaitant faire de lui son «arme». Sans s'en apercevoir, Zabuza s'attache au petit, même s'il ne l'admettra jamais. Malgré ses progrès, Haku semble toujours très indulgent envers ses ennemis, ce que lui fait remarquer Zabuza (lorsque ce dernier affronte Sasuke sur le pont de Naruto, au pays des Vagues, ou lorsqu'il empêche Zabuza de s'attaquer à Naruto), possédant une profonde gentillesse (même si Zabuza le savait d'avance). Après la mort de son jeune apprenti (tué par Kakashi), puis trahi par Gâto, son ex-employeur, les paroles de Naruto font ressurgir en lui l'affection que Zabuza éprouvait pour Haku, allant même jusqu'à l'attendrir aux larmes. Il s'attaque aux mercenaires de Gâto (éliminant quelques-uns d'entre eux), puis tue ce dernier en le décapitant (dans le manga), ou en le poignardant à plusieurs reprises avant de le pousser dans l'eau (dans l'anime). Blessé mortellement, il termine sa vie auprès de Haku en montrant son affection au jeune homme. Zabuza et Haku sont ensuite enterrés côte à côte près du pont de Naruto.

### Capacités

Hachoir de Zabuza

Au combat, Zabuza utilise principalement des techniques d'eau (suiton) et des techniques de taijutsu combinées à des techniques de kenjutsu (il se bat avec une immense épée ou plutôt un fendoir, qui par sa taille rappelle le style d'une épée Zweïhander. C'est l'une des sept épées sacrées de Kiri). Il utilise également des techniques provoquant un épais brouillard, permettant d'attaquer par surprise, même en terrain dégagé, ce qui lui valut le surnom de « Démon du Brouillard ».
L'épée de Zabuza porte également le nom de kubikiribocho (ou épée du bourreau) qui possède la faculté de se reconstituen grâce au fer contenu dans le sang de ses victimes.
Cette faculté est telle qu'elle peut se régénérer entièrement depuis le manche.

## Techniques
- Ninpô - Camouflage dans la brume (霧隠れの術, Kiri Gakure no jutsu?)[3],[4] — rang D
Technique qui rend Zabuza invisible à tout être humain en créant une brume épaisse. Des dōjutsu comme le Byakugan ou le Sharingan sont par ailleurs inefficace car plus aucun mouvement ne peut y être discerné.
- Clonage aqueux (水分身の術, Mizu Bunshin no jutsu?)[3],[5] — rang C
Technique qui crée un clone formé d'eau. Il possède un dixième de la puissance de l'original et ne peut s'éloigner trop loin du lanceur.
- Technique de la prison aqueuse (水牢の術, Suirō no jutsu?)[6],[7] — rang C
Technique qui sert à emprisonner l'adversaire dans une prison d'eau. Le lanceur (qui peut être un clone aqueux) doit cependant rester en contact avec la prison pour la maintenir.
- Suiton - technique du dragon aqueux (水遁・水龍弾の術, Suiton - Suiryūdan no jutsu?)[8],[9] — rang B
Puissante technique Suiton qui envoie un dragon géant formé d'eau sur l'adversaire.
- Suiton - La barrière d’eau (水遁・水陣壁, Suiton - Suijin heki?)[8],[9] — rang A
Technique surpuissante qui accumule de l'eau et la renverse sur son adversaire en créant une énorme vague.
- Suiton - La grande cataracte (水遁・大瀑布の術, Suiton – Daibakufu no Jutsu?)[8],[9] — rang A
L'attaquant fait apparaître un énorme torrent qui emporte l'ennemi et le projette sur le premier obstacle venu.